# Stazione di Lanuvio
La stazione di Lanuvio è una stazione ferroviaria situata sulla linea ferroviaria Roma-Velletri costruita per servire il comune di Lanuvio, storica località dei Castelli Romani.

## Storia
La stazione fu inaugurata con ogni probabilità nel 1862, in occasione dell'apertura del tratto Ciampino-Velletri.
Il 15 dicembre 1948 venne attivato l'esercizio a trazione elettrica, con linea aerea alla tensione di 3000 V.
Successivamente venne declassata a fermata; riacquisì il rango di stazione il 14 gennaio 2000, telecomandata dal DCO di Ciampino.

## Strutture e impianti
La stazione dispone di un fabbricato viaggiatori con sala d'aspetto, di due banchine e due pensiline che servono i rispettivi due binari passanti della linea.
Il binario principale della linea è il numero 1. Il secondo è su tracciato deviato, collegato al primo tramite due deviatoi comandati a distanza dal controllo centralizzato del traffico situato nella stazione di Roma Termini. Ciò permette ai treni provenienti da direzioni inverse di effettuare lo scambio.

## Movimento
La stazione è interessata dal traffico generato del servizio FL4 che opera sull'intera linea.

## Servizi
La stazione è gestita da RFI, cui le attribuisce la categoria silver. Dispone di:
- Sala d'attesa

## Intercambio
- Fermata autobus